# 562
562 (DLXII) fue un año común comenzado en domingo del calendario juliano, en vigor en aquella fecha.

## Acontecimientos
- El emperador Justiniano I firma un tratado de paz con el Imperio persa. El statu quo ante bellum es restaurado, con Lázica (actual Georgia) en manos bizantinas.
- Belisario es juzgado por corrupción en Constantinopla, posiblemente con Procopio como praefectus urbi. Es hallado culpable y enviado a prisión.
- Fin de la guerra lázica: El rey Cosroes I reconoce a Lázica como estado vasallo de Bizancio con un pago anual de 5000 libras de oro cada año.
- El rey Sigeberto I repele en Ratisbona (Alemania) un ataque a Austrasia de los ávaros que luego fundaran el Kaganato ávaro. Traslada su capital de Reims a Metz.
- Xiao Ming Di sucede a su padre Xuan Di como emperador chino de la dinastía Liang.
- Silla, por orden del rey Jinheung, declara la guerra a la Confederación Gaya (Tres Reinos de Corea) y lo conquista.
- La capital secundaria Taiyuan de la dinastía Qi del norte es reconstruida y se convierte en centro del budismo.
- El estado maya de El Caracol (Belice) derrota al rey Wak Chan K'awiil de Tikal en batalla.[1]
- 23 de diciembre: Justiniano I reconsecra a Hagia Sofía luego de que el domo es reconstruido. Pablo Silenciario, poeta bizantino, escribe un poema épico (Ekhphrasis).

## Fallecimientos
- Procopio de Cesarea, historiador bizantino.
- Xuan Di, emperador de la dinastía Liang.